# Румен Радев
Румен Георгієв Радев (18 червня 1963 , Димитровград, Хасковська область ) — 5-й Президент Болгарії з 22 січня 2017, проросійський політик
Командувач ВПС Болгарії (2014—2016), генерал-майор запасу.
Публічно ставив під сумнів суверенітет та територіальну цілісність України.

## Життєпис
Народився 18 червня 1963 року в Димитровграді. Батьки Станка і Георгій Радевіт живуть у селі Славяново Хасковської області.
1982 року закінчив математичну школу у Хасково із золотою медаллю. 1987 закінчив болгарський Університет повітряних сил ім. Беньковського як найкращий випускник. 1992 року закінчив ескадронну офіцерську школу «Максвелл» у США.
З 1994 до 1996 року навчався в оборонному і штабному коледжі імені Раковського, де також був найкращим випускником. Доктор військових наук у царині вдосконалення тактичної підготовки льотних екіпажів та імітації повітряного бою.
2003 року закінчив військово-повітряний коледж у Максвеллі АФБ у США з відзнакою, здобувши ступінь магістра стратегічних досліджень.
22 січня 2017 року склав присягу під час інавгурації у Софії на площі Святого Олександра Невського.

## Військова кар'єра
- 1987—1988: молодший пілот у 15-му винищувальному авіаційному полку — Равнець
- 1989—1990: заступник командира підрозділу в 15-му винищувальному авіаційному полку — Равнець
- 1990—1994: командир підрозділу в 15-му винищувальному авіаційному полку — Равнець
- 1996—1998: МіГ-29 командир ескадрильї на П'ятій авіабазі винищувачів — Равнець
- 1998—1999: заступник командира з підготовки до польоту на П'ятій авіабазі винищувачів — Равнець
- 1999—2000: заступник командира з льотної підготовки третьої винищувальної авіабази граф Ігнатієво
- 2000 — вивчення протиповітряної оборони Республіки Болгарія — НАТО, Брюссель
- 2000—2002: начальник штабу третьої авіабази винищувачів — граф Ігнатієво
- 2003—2005: начальник штабу третьої авіабази винищувачів — граф Ігнатієво
- 2005—2009: командир третьої авіабази винищувачів — граф Ігнатієво
- 2009—2014: заступник командира болгарських ВПС
- 2014—2016: командувач ВПС Болгарії

### Інформація про польоти
- Льотчик I класу.
- Досвід польотів на Л-29, Л-39, винищувачах і МіГ-15УТИ, МіГ-17, МіГ-21, МіГ-29.
- Ознайомлювальні польоти на Ф-15, Ф-16, Ф/А- 18 Хорнет, Єврофайтер Тайфун, Сааб Гріпен.
- Налітав понад 1400 годин.
- 2014 року організував авіаційне шоу «Це Ми!» та особисто виконав «Дзвін» і «Кобра Пугачова» на навчаннях на МіГ-29.[8][9]

### Військові звання
- 1987 — Лейтенант
- 1990 — Старший лейтенант
- 1994 — Капітан
- 1997 — Майор
- 2000 — Підполковник
- 2003 — Полковник
- 2007 — Бригадний генерал
- 2014 — Генерал-майор

## Нагороди
- 2017 — орден Спасителя — найвища державна нагорода Греції
- знак «За вірну службу під прапорами» III ступеня
- почесний знак Міністерства оборони «Святий Георгій» II ступеня.[10]

## Політика
У серпні 2016 року опозиційна Болгарська соціалістична партія і Альтернатива для болгарського Відродження (АБВ) офіційно висунули Радева як кандидата на президентських виборах в листопаді 2016 року. У парі з ним кандидатом у віцепрезиденти балотувалася депутат Європарламенту від БСП Іліяна Йотова. Того ж місяця АБВ відкликала свою підтримку президентської кандидатури генерала Радева на користь іншої особи.
У першому турі президентських виборів в Болгарії, що відбувся 6 листопада 2016, Румен Радев отримав 25,44 % голосів, на 3,5 % випередивши Цецку Цачеву. Із цим результатом він вийшов до другого туру виборів 13 листопада 2016 року, коли виборцям довелося вибирати між ним і кандидатом від керівної партії «Громадяни за європейський розвиток Болгарії» Цецкою Цачевою. Увечері 13 листопада Прем'єр-міністр Болгарії Бойко Борисов та президент Росен Плевнелієв привітали Румена Радева з перемогою на виборах Президента Болгарії. Радев набрав понад 59 % голосів у другому турі, Цачева не досягла позначки 40 %. 14 листопада 2016 року Цачева визнала свою поразку. Вступ Радева на посаду президента Болгарії відбувся 22 січня 2017 року. Обраний президент Болгарії на першій своїй пресконференції після перемоги спростував твердження про свою «проросійськість», заявивши: "… Я натівський генерал, я перший болгарин, який закінчив військово-повітряну академію в США, і я буду захищати наше євроатлантичне членство навіть більш активними засобами, ніж тепер.
У лютому 2020 Радев висловив недовіру уряду Болгарії на чолі з Бойком Борисовим, заявивши, що той не діє в інтересах жителів країни.

## Публічні заяви щодо України
У 2021 році назвав Крим російською територією та оголосив про неефективність антиросійських санкцій ЄС. Пізніше його пресслужба повідомила, що Болгарія визнає територіальну цілісність України, а заява президента стосувалась фактичного контролю території росіянами на той момент.
У липні 2023 року під час зустрічі з президентом України Володимиром Зеленським Радев заявив, що «воєнного рішення не існує» і що «все більше зброї не вирішить». У відповідь Володимир Зеленський розкритикував цю позицію та подякував уряду Болгарії за надання МТД. Після цього Радев повідомив, що має пропозицію та попросив журналістів покинути приміщення.
4 грудня 2023 президент Болгарії заблокував надання Україні 100 бронетраспортерів.